# Amazonis
Amazonis  è una caratteristica di albedo della superficie di Marte.